# PLZ-83
Die PLZ-83 ist eine in der Volksrepublik China entwickelte Panzerhaubitze im Kaliber 152 mm. Im Westen wird sie Typ-83 bezeichnet.

## Entwicklung
Die PLZ-83 war die erste komplett in der Volksrepublik China entwickelte Panzerhaubitze. Hersteller war der chinesische Staatskonzern Norinco. Der erste Prototyp war 1981 bereit und 1983 wurde die PLZ-83 beim Heer der Volksrepublik China in Dienst gestellt. Erstmals wurde sie vom Westen im Jahr 1984 beobachtet.

## Technik

### Fahrzeug
Das Gefechtsfahrzeug ähnelt der sowjetischen 2S3 Akazija. Die Wanne ist aus Panzerstahl. Die Panzerung schützt vor Granatsplittern und dem Beschuss aus Infanteriewaffen. Auf die Wanne ist im hinteren Bereich der Drehturm für die Kanonenhaubitze aufgesetzt.
Die PLZ-83 wiegt in gefechtsbereitem Zustand rund 30 Tonnen. Das Fahrzeug ist 7,0 m lang (Geschütz in 12-Uhr-Stellung), 3,24 m breit und 3,5 m hoch. Sie hat ein drehstabgefedertes Laufrollenlaufwerk, das aus sechs doppelt gummibereiften Laufrädern auf jeder Seite besteht, wobei sich das Antriebsrad vorn und das Leitrad hinten befindet. Angetrieben wird das Fahrzeug von einem vorn in der Wanne verbauten Deutz 12150L-Dieselmotor mit 520 PS (382 kW).
Mitgeführt werden 885 Liter Treibstoff, was in einem Fahrbereich von rund 450 km resultiert. Die Höchstgeschwindigkeit beträgt auf der Straße 55 km/h und im Gelände 35 km/h. Das Fahrzeug kann Steigungen von 60 % und 0,7 m hohe Hindernisse überwinden. Die maximal zulässige Querneigung liegt bei 40 %. Das Fahrzeug kann Furten bis 1,3 m durchwaten.
Die Besatzung besteht aus fünf Mann, einem Kommandanten, einem Fahrer, einem Richtschützen und zwei Ladeschützen. Der Fahrerplatz befindet sich vorne links und der Rest der Besatzung ist im hinteren Teil des Fahrzeuges im Waffenturm untergebracht. Das Auf- und Absitzen der Besatzung erfolgt durch zwei Luken auf dem Waffenturm sowie eine im Fahrzeugheck.

### Geschütz und Munition
Im Waffenturm ist die 152-mm-Kanonenhaubitze Typ 66 verbaut, welche auf Basis der sowjetischen D-20-Kanonenhaubitze entwickelt wurde. Das Geschütz hat 28 Kaliberlängen (L/28) und einen Rauchabsauger. Am Rohrende ist eine Zweikammer-Mündungsbremse angebracht, die den Rückstoß mindert. Der Seitenrichtbereich des Geschützes beträgt 360° und der Höhenrichtbereich liegt bei −5 bis +63°. Als Sekundärbewaffnung dient ein 12,7 mm Maschinengewehr mit standardmäßig 650 Schuss Munition.
Die PLZ-83 kann 30 Schuss Bereitschaftsmunition mitführen. Verwendet wird halbgetrennte Munition mit Kartuschen aus Messing. Die Kartuschen werden vor dem Ladevorgang mit bis zu sechs Treibladungsbeuteln bestückt. Beim Ladevorgang wird die beladene Kartusche auf das Geschoss aufgesteckt. Für die PLZ-83 steht eine breite Munitionspalette zur Verfügung da sie sowohl Munition aus der Sowjetunion, Russland und der Volksrepublik China verwenden kann. Von Norinco wird folgende Munition für die PLZ-83 produziert.
| Name   | Geschosstyp                      | Gewicht   | Füllung                        | {\displaystyle v_{0}} | Schussdistanz |
| ------ | -------------------------------- | --------- | ------------------------------ | --------------------- | ------------- |
| HE     | Sprenggranate                    | 45,3 kg   | 6,6 kg TNT                     | 655 m/s               | 17,2 km       |
| HE/PF  | Sprenggranate (Vorfragmentiert)  | 43,6 kg   | TNT                            | 655 m/s               | 17,2 km       |
| HE/BB  | Sprenggranate mit Base Bleed     | 43,6 kg   | TNT                            | 650 m/s               | 22 km         |
| ICM    | Cargogeschoss                    | 43,6 kg   | 63 Typ-81-Hohlladungs-Bomblets | 655 m/s               | 17 km         |
| ICM/BB | Cargogeschoss mit Base Bleed     | unbekannt | 63 Typ-81-Hohlladungs-Bomblets | 655 m/s               | 22 km         |
| HE/RA  | Sprenggranate mit Raketenantrieb | 43,5 kg   | TNT                            | 674 m/s               | 28 km         |

## Varianten
Auf Basis der Panzerhaubitze wurden der 273-mm-Mehrfachraketenwerfer 
Typ 83, das 425 mm Minenräumsystem, der Panzerjäger Typ 89 und ein Grabenbaugerät entwickelt. Weiter wurde ein Prototyp mit dem 130-mm-Geschütz Type 59 entwickelt.

## Verbreitung
Die PLZ-83 wird nur vom Heer der Volksrepublik China verwendet und wurde nicht exportiert. Insgesamt erhielt das Heer rund 500 Stück. Diese sollen durch die PLZ-05 ersetzt werden.